# Henri Mutrux-Bornoz
Henri Mutrux-Bornoz, né à Lausanne le 13 janvier 1906 et mort le 14 novembre 1992, est un écrivain et enseignant Vaudois qui fut commandant en chef de la police de Lausanne.

## Biographie
Originaire de Sainte-Croix, Henri Mutrux-Bornoz fréquenté, après des études classiques, les Facultés de médecine, de droit et sciences de l'Université de Lausanne et obtient un diplôme en 1927. Il étudie également la criminologie et la photographie à Lyon. Commandant en chef de la police militaire helvétique et de la police de Lausanne, Henri Mutrux-Bornoz a également fait de l'enseignement (professeur de chimie à ESDN, l'École Suisse de Droguerie à Neuchâtel années 1958-1962).
Homme de lettres, il se consacre principalement au récit et au roman, avec notamment L'oasis infernale (1941), L'étrange mort du professeur Choiseul (1942) et Le chemin des étoiles (1943). Henri Mutrux-Bornoz a également écrit de nombreux ouvrages scientifiques traitant de criminologie : La police moderne au service du public (1948), Confidences d'un policier (1977), Sherlock Holmes, roi des tricheurs (1978), livre qui démolit la légende du limier de Baker-Street.
Membre de l'Association Vaudoise des écrivains et de la Société suisse des écrivaines et écrivains, il collabore à la rédaction d'un livre sur la canton de Vaud Le canton de Vaud ainsi qu'à deux ouvrages sur la police, Les polices municipales, Notre mission, votre sécurité, la police militaire.

## Sources
- Fonds « Mutrux (Henri), 1934-1988 » (principalement 1934-1937) [13,00 ml] Section : Archives privées; Cote CH-000053-1 PP 747. Archives cantonales vaudoises (présentation en ligne)
- « Henri Mutrux-Bornoz », sur la base de données des personnalités vaudoises sur la plateforme « Patrinum » de la Bibliothèque cantonale et universitaire de Lausanne.
- Sabine Leyat, Les auteurs du Valais romand 1975-2002, p. 108
- Anne-Lise Delacrétaz, Daniel Maggetti, Écrivaines et écrivains d'aujourd'hui, 1999, p. 181
- Gilbert Marion, « Henri Mutrux-Bornoz » dans le Dictionnaire historique de la Suisse en ligne.
- Gazette de Lausanne, 1992/11/20